# Best of Both Worlds (canción de Robert Palmer)
«Best of Both Worlds» es una canción del cantante británico de rock Robert Palmer, publicada como sencillo en 1978 por Island Records e incluida como la segunda pista de su cuarto álbum de estudio Double Fun (1978). Escrita por el propio cantante, esta es una de las cuatro canciones del disco que fueron producidas por Tom Moulton. A diferencia del otro sencillo promocional de Double Fun, «Every Kinda People», este tuvo una mayor repercusión en las listas musicales no anglosajonas.
En dos ocasiones se grabó en vivo para ser incluida en producciones oficiales en directo: en 1982 para Maybe It's Live y en 1983 para el póstumo At the BBC. Sobre la versión añadida en el primer trabajo mencionado, el escritor Michael Goldberg de Rolling Stone la llamó un «reggae suave».

## Lista de canciones
| N.º | Título                | Escritor(es)  | Duración |  |
| 1.  | «Best of Both Worlds» | Robert Palmer | 3:56     |  |
| 2.  | «Keep in Touch»       | Palmer        | 3:04     |  |

## Posicionamiento en listas
| País         | Lista                         | Posición |
| ------------ | ----------------------------- | -------- |
| Alemania     | Media Control Charts          | 36       |
| Austria      | Ö3 Austria Top 40             | 25       |
| Bélgica      | Ultratop 50 Singles           | 4        |
| Bélgica      | Ultratop 50 Singles (Valona)  | 3        |
| Países Bajos | Dutch Top 40                  | 17       |
| Países Bajos | Dutch Single Top 100          | 10       |
| Reino Unido  | Record Business Singles Chart | 92       |

| País         | Lista (1978)         | Posición |
| ------------ | -------------------- | -------- |
| Países Bajos | Dutch Single Top 100 | 100      |